# Escobar Inc
Escobar Inc. est une société multinationale de holding ayant son siège à Medellín, en Colombie. Elle fut créée le 1er mai 1984, par Pablo Escobar, un jour après l'assassinat du ministre de la justice, Rodrigo Lara Bonilla. La société était contrôlée par le frère de Pablo Escobar, Roberto de Jesús Escobar Gaviria . Son objectif était de drainer d'importantes sommes d'argent à l'extérieur de la Colombie.

## L'histoire
Escobar Inc a été originellement créée le 1er mai 1984, par Pablo Emilio Escobar Gaviria, un jour à la suite de l'assassinat du ministre de la Justice colombien Rodrigo Lara Bonilla, à des buts de canaliser d'importantes sommes d'argent en dehors de la Colombie avec l'aide de son frère Roberto de Jesús Escobar Gaviria. Il a aidé au blanchiment d'argent de plus de 420 millions de dollars de profits réalisés chaque semaine par Pablo Escobar. La société et ses activités ont été suspendues lorsque Roberto Escobar s'est rendu aux autorités le 8 octobre 1992.
Roberto Escobar a été réintégré à la société en 2014 à Medellín, en Colombie avec Olof K. Gustafsson en tant que principaux dirigeants, un effort dans le but d’acquérir et de conserver le contrôle de la marque Pablo Escobar et de la marque familiale Escobar. La société a réalisé avec succès les droits de Successeur d’Intérêt pour son frère en Californie, aux États-Unis. La société a également enregistré et obtenu avec succès 10 marques de commerce auprès de l'Office des brevets et des marques de commerce des États-Unis. 

## Conflit avec Netflix Inc
Le 1er juillet 2016, Escobar Inc a envoyé une lettre à Netflix Inc à propos de la série télévisée Narcos demandant un paiement d'un milliard de dollars pour une utilisation non autorisée du contenu. Le 11 septembre 2017, Carlos Muñoz Portal, un dépisteur qui travaille pour Netflix a été retrouvé assassiné dans sa voiture au Mexique. Roberto Escobar a nié toute implication et a proposé de fournir des tueurs à gages en tant que sécurité pour Netflix. Escobar Inc et Netflix Inc ont réglé le différend le 6 novembre 2017 pour un montant non divulgué,. 

## Donald J. Trump
Le 11 avril 2016, avant l'élection présidentielle américaine de 2016, le Washington Post, avec l'aide des laboratoires Zignal, a annoncé que le PDG d'Escobar Inc, Olof K. Gustafsson, avait aidé le candidat républicain Donald J. Trump à obtenir des abonnés sur les réseaux sociaux entraînant une augmentation en termes de présence sur les réseaux sociaux de Donald J. Trump. Le 8 janvier 2019, Olof K. Gustafsson, président-directeur général d’Escobar Inc., a lancé une collecte de fonds GoFundMe  de un million de dollars au nom de Escobar Inc dans le but de destituer le président Donald Trump. Après avoir recueilli 10 millions en 10 heures, la page a été supprimée de la plate-forme GoFundMe. 

## Elon Musk et The Boring Company
En juillet 2019, Escobar Inc a commencé à vendre une torche au propane ressemblant à un lance-flammes et a accusé le PDG de The Boring Company, Elon Musk, de vol de propriété intellectuelle, alléguant que le produit promotionnel Not-a-Flamethrower de The Boring Company était basé sur une conception de Roberto Escobar. discuté en 2017 avec un ingénieur associé à Musk. Par l'intermédiaire des médias, Escobar Inc a proposé publiquement à Musk de régler le différend à hauteur de 100 millions de dollars en argent ou en partage de Tesla, ou bien d'utiliser le système juridique pour devenir le nouveau PDG de Tesla, Inc. 